# 张思学
张思学（1929年—2020年5月25日），男，山西洪洞人，中华人民共和国政治人物，曾任中共新疆维吾尔自治区党委常委、经济工作部部长、副书记，新疆维吾尔自治区人大常委会副主任。